# Кустов, Иван Афанасьевич
Иван Афанасьевич Кустов (7 сентября 1899, Чалбасы, Новороссийская губерния — 28 июня 1969, Черновцы) — советский военачальник, генерал-майор береговой службы СССР.

## Биография
В 1919 году окончил Киевские артиллерийский курсы Юго-Западного фронта, а в 1920 1-е Московские артиллерийские курсы комсостава. С 10.1923 по 10.1924 обучался в специальной школе старшего и среднего комсостава артиллерии, а 11.1928 окончил артиллерийский класс Специальных курсов комсостава ВМС РККА.
В 1918 году поступил на службу в РККА. Участник Гражданской войны, в составе партизанского отряда воевал против войск А. М. Каледина и Л. Г. Корнилова. В дальнейшем служил в 42-й стрелковой дивизии на Юго-западном и Южном фронтах.
С 10.1924 по 10.1926 занимает должность командира батареи, а затем группы батарей Шлиссельбургского артиллерийского дивизиона. Далее до 5.1932 служил на различных командных должностях 1-й артиллерийской бригады.
5.1932 — назначен на должность помощника начальника 1-го отдела штаба флота.
5.1933 — переведен на должность помощника коменданта Владивостокского УР тихоокеанского флота по артиллерии, 6.1936 — Камчатского УР ТОФ.
В 1938 попал под репрессии, 11.1939 восстановлен в кадрах ВМФ. Служил помощником коменданта Южного УР и Лужского УР с 1.1940 по 9.1940.
9.1940 — назначен помощником начальника береговой обороны главной базы Краснознамённого Балтийского флота.
Великую Отечественную войну встретил в прежней должности.
С 12.1941 по 5.1942 — на должности коменданта сектора береговой обороны р. Невы Ленинградской военно-морской базы.
3.1.1942 — И. А. Кустову присвоено звание генерал-майора береговой службы.
С мая по июль 1942 года занимает должность начальника управления артиллерии Кранштадтской военно-морской базы.
1942 — назначен начальником береговой обороны главной базы Северного флота.
После окончания войны занимает прежнюю должность, а с 6.1947 назначен начальником БО 8-го ВМФ. С 10.1951 в запасе.
Скончался 28.6.1969 в Черновцах, Украина.

## Награды
- Орден «За заслуги перед Отечеством» I степени[уточнить].
- Орден «Знак Почета» — 1936.
- Орден Красного Знамени дважды — 1944.
- Орден Ленина — 1945.
- Орден Отечественной войны I степени — 1944.
- Медали:
  - «За оборону Ленинграда», «За оборону Советского Заполярья», «За победу над Германией в Великой Отечественной войне 1941—1945 гг.», юбилейная медаль: «20 лет РККА».